# ابو هیل
ابو هیل (به عربی: أبو هیل) در امارات متحده عربی است که در دبی، امارات واقع شده‌است.